# Eleva wairahu
Eleva wairahu är en insektsart som beskrevs av Otte, D. 1988. Eleva wairahu ingår i släktet Eleva och familjen syrsor. Inga underarter finns listade i Catalogue of Life.